# Artes marciais históricas europeias
Artes marciais históricas europeias (frequentemente chamadas internacionalmente pela sigla HEMA — historical European martial arts (ou AMHE em países de idiomas latinos) são os sistemas técnicos de luta com e sem armas desenvolvidos na Europa que se perderam ou evoluíram para outras artes marciais ou esportes de combate, como o Wrestling e a Esgrima Olímpica. São chamadas de históricas por terem sua pesquisa e prática moderna baseadas em fontes documentais tais como tratados de combate — os quais considerados fontes primárias —, manuais ou tratados descrevendo fundamentos e técnicas de combate predominantemente do século XIV a XIX, fontes iconográficas (tais como pinturas), literatura normativa e narrativa e material cultural incluindo armas e armaduras e contexto histórico.

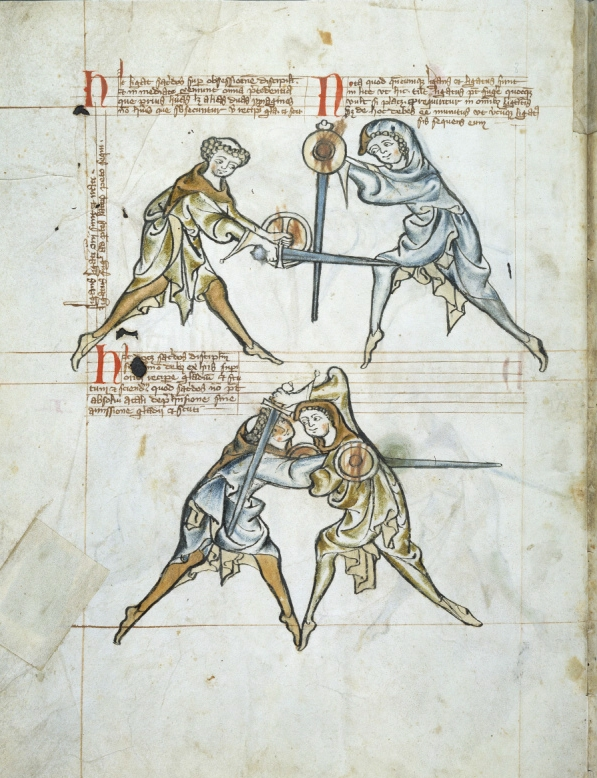
MS I.33, o livro de luta mais antigo conhecido atualmente. Tratado alemão de espada e broquel circa 1300 d.C.

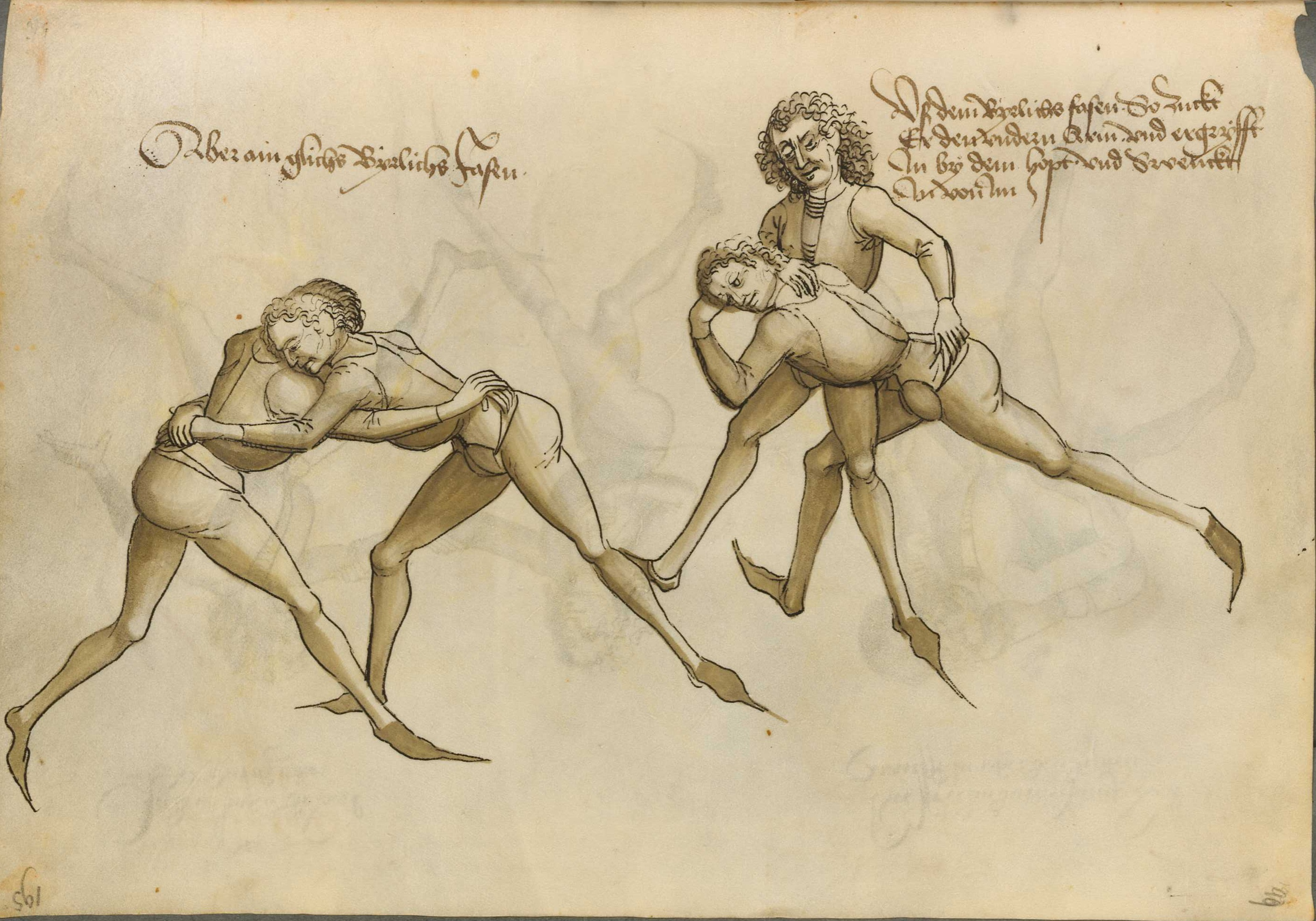
Wrestling em um tratado por Hans Talhoffer de 1467

## Termos relacionados

### Esgrima histórica
O termo costuma referir-se às praticas de artes marciais historicas europeias que usavam espadas, embora sua etimologia envolva a defesa de forma ampla, do italiano scherma, proveniente do termo alemão skerm ou scirm (circa 750-1050 A.D.), que se traduz como defesa, escudo, reparação e, posteriormente no s. XV como combate. Em Portugal, a etimologia da palavra esgrima teve um sentido também restrito às práticas marciais na itália com espadas usadas em duelo ─ spada / spada da lato ─ em contraste com a prática ibérica chamada de Destreza de acordo com mestre d’armas Diogo de Figueiredo. O termo inglês fencing é uma variante de defencing, defender, proteger.

### Artes marciais ocidentais (WMA)
O termo internacionalmente conhecido como Western martial arts (WMA) tem o amplo escopo sobre todas os sistemas marciais da Europa, tanto do passado quanto do presente. Marcos Ariño cita uma classificação de Michael Chidester, sendo:
- Tipo I, as que mantiveram linhagem viva sendo praticadas ainda hoje, como o wrestling moderno.
- Tipo II — AMHE, que perderam linhagem de mestres, embora possuam bastantes fontes para estudo e reconstrução, a exemplo de Kunst des langen Schwertes (Arte da Espada Longa) por Johannes Liechtenauer.
- Tipo III, as que foram perdidas pelo tempo e têm fontes insuficientes para reconstrução teoricamente sólida, com caráter mais especulativo como o combate de espada e escudo viking, também chamada de Artes Marciais históricas Europeias Interpretativas.

### Artes marciais históricas europeias interpretativas (“WMA tipo III”)
O termo em inglês Interpretive HEMA Systems (sistemas de artes marciais históricas europeias interpretativas) é explicado por Keith Farrell, como artes marciais perdidas sem as convencionais fontes primárias de tratados de combate – os tratados e manuais – de modo que não se pode determinar como a arte marcial era praticada detalhadamente em determinada época. Usam-se, então, como fontes de referência, exemplares de armas originais e réplicas (o uso das armas pode ser hipoteticamente deduzido), fontes iconográficas como pinturas, desenhos em manuscritos, documentos, literatura (a exemplo de sagas viquingues), arqueologia, diários etc.

## Primeiras iniciativas de reconstrução marcial

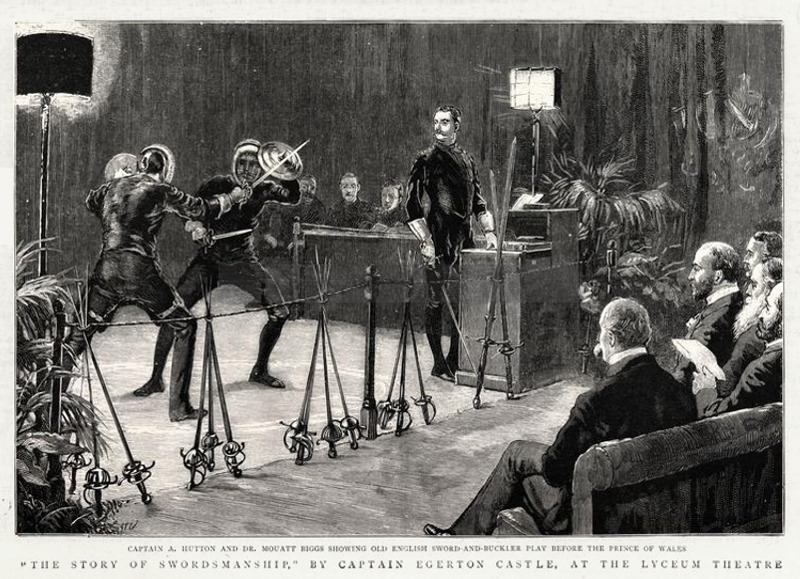
Capt. A. Hutton e Dr. Mouatt Biggs mostrando Old English jogo de espada e broquel inglês antigo diante do príncipe de Gales

As primeiras tentativas de reconstrução de sistemas históricos de luta datam do início do século XIX, tendo como um de seus principais pioneiros o capitão Alfred Hutton, que desenvolveu interpretação marcial dos tratados passando a ensinar esgrima histórica, moderna e coreográfica, além de ter trabalhado tentando melhorar o treinamento militar e ao teatro da época baseando-se nos ensinos de tratados de combate, mais especificamente de George Silver, com publicações de vários artigos e livros sobre esgrima histórica e outros assuntos marciais. Posteriormente houve outras publicações escritas de forma acadêmica e amadora em 1960. Em 1990 vários entusiastas começavam a prática e, no início do século diversas publicações demonstraram o desenvolvimento de pesquisa.

## AMHE na atualidade
No século XXI existe um crescente número de escolas, grupos de treino e grupos de estudo focados na recuperação das AMHE.
Em muitos países existem federações a unir estes coletivos, como a HEMA Alliance ou a HEMA UK. Existe também a IFHEMA, que visa ser a federação internacional destas disciplinas e acolhe, à vez, federações de cada pais.
Outras organizações, como HEMAC ou ESPADA, têm membresia individual e giram muitas vezes em volta de foros ou grupos de discussão e troca de informação.
Por serem de recente reconstrução, as AMHE são uma atividade muito distribuída e sem regulamentação ou hierarquias bem definidas. Portanto, existem muitas pessoas e coletivos não filiadas com nenhuma organização maior.

### AMHE nos países lusófonos
Na lusofonia existe uma comunidade crescente. As AMHE têm anos já de experiência em Portugal, onde já foi criada a federação HEMA-PT. Da mesma forma existe no Brasil a HEMA Brasil, e na Galiza a federação AGEA. Como sucede no resto do mundo, há também numerosos coletivos não filiados a estas federações. Existe comunicação através de vários foros de discussão on-line, e até um mapa a fazer um censo informal de grupos lusófonos.

## Do estudo à prática
O estudo das artes marciais históricas tem campo científico interdisciplinar envolvendo ciências como filologia, filosofia, psicologia, medicina, história cultural, linguística, anatomia e arqueologia. Os praticantes também aproveitam outros conhecimentos como outras artes marciais com tradições preservadas, biomecânica, pedagogia, métodos modernos de treino etc.
Várias abordagens de estudo e testes são aplicadas a fim de recriar os sistemas. Keith Farrell, com o termo triangulação, explica que diversos tipos de treinos, testes e abordagens são usados com o objetivo de compreender melhor como a prática marcial ocorria nos períodos sob diversos ângulos, considerando limitações como concessões de segurança (grosso modo, não se pode emular uma luta real com riscos e violência) e a diferença do modo de vida e conhecimento dos antigos comparados ao homem contemporâneo. Segundo Guy Windsor, diretor da School of European Swordsmanship, devemos identificar as fontes históricas dentro de um contexto de época e necessidades marciais nos quais o sistema marcial se aplicaria, estudar e recriar suas técnicas, identificar que padrões de idéias e ações repetem-se, estilo de movimentação, preferências táticas, treinar as técnicas em condições controladas e tentar aplicar a interpretação do sistema dentro de um contexto mais próximo do original tanto quanto possível. Keith Farrell divide o processo de teste de interpretação dos sistemas em quatro quesitos: correspondência fiel às fontes, funcionamento coerente em exercícios planejados com parceiros (drills), aplicação em testes de corte, e aplicação em treino livre com parceiros.
A prática dessas artes marciais que foram extintas tem caráter interpretativo e hipotético, haja vista a fragmentada quantidade de informação sobre os sistemas a partir dos documentos disponíveis atualmente, de forma a ser impossível determinar com exatidão como a prática se dava nos períodos determinados, inclusive considerando a diferença dos contextos em que ocorriam com relação ao tempo presente e escassez de informações de movimento corporal, sensório-motor, dos períodos.
O desenvolvimento pioneiro do estudo das fontes se deu tanto por amadores, isto é, aficcionados pelo conhecimento das artes que não detinham formação técnica e metodologia científica, quanto por acadêmicos de áreas como história, arqueologia, museologia, fisiologia, estudiosos de outras artes marciais etc. Consequentemente, certos desenvolvimentos de estudo e prática não podem ser utilizados para análises científicas, a exemplo de transcrições e traduções errôneas etc.

## Treino livre e competições

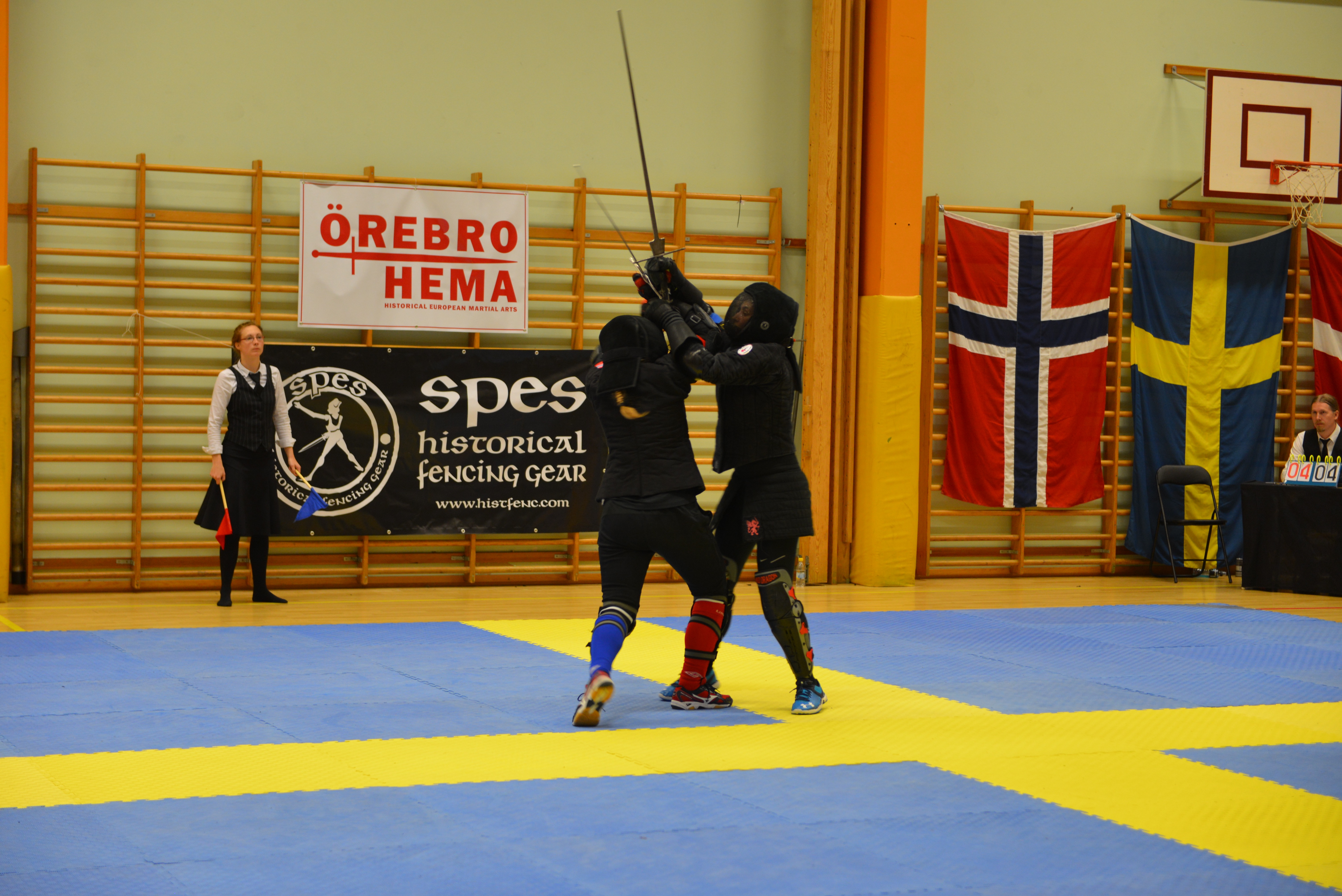
Torneio em Örebro, modalidade espada longa (Federschwert), 2015

Treinos livres e competições na prática de AMHEs proporcionam a oportunidade de testar aplicações das interpretações de diferentes praticantes, tanto de forma cooperativa quanto não-cooperativa (um praticante ataca e tenta evitar ser atingido).
Pelo esforço em atacar e defender, torneios exigem equipamento de proteção mais completo e resistente a fim de evitar lesões, incluindo simuladores de armas mais seguros, máscaras de esgrima de maiores resistências (iguais ou maiores que 1600N), gambesons com plastrons ou jaquetas específicas, proteções para pescoço, nuca, braços, genitais, luvas próprias etc. Cada torneio organizado tem regras independentes de padrões de uma federação, havendo apenas consenso em conceitos de regras comuns.
Importa acrescentar, entretanto, que há treinos controlados de exercícios com armas reais como espadas afiadas, geralmente por praticantes mais experientes, com o objetivo de entender melhor a prática marcial com as armas com cuidado na movimentação, considerando os riscos.

### Abordagens marcial e esportiva
Em AMHE, há tanto o lado marcial quanto o esportivo como em outras marciais a exemplo do Taekwondo. Em tratados de combate é comum encontrar referências de combate esportivo e combate marcial – citados em tratados alemães como schimpf e ernst, respectivamente, contendo a segunda abordagem técnicas letais, inadequadas e probidas para aplicação recreativa. Na tradição marcial chamada de Kunst des Fechtens também já existiam torneios com regras definidas. Alguns torneios modernos adotaram o sistema Franco-belga de regras para torneio datado de no mínimo século XVI até o início do século XVIII. Logo, diferentes estudantes e praticantes atuais têm interesses e pontos de vista difusos sobre os dois lados com fontes históricas que os abrangem.